# Nepalsia rhododendron
Nepalsia rhododendron is een hooiwagen uit de familie Assamiidae.